# W85

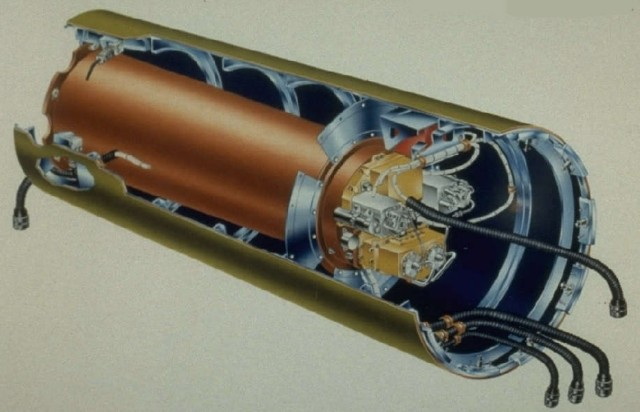
Un schéma de la W85 publié par le département de l'Énergie des États-Unis.

La W85 était une ogive atomique américaine. Embarquée à bord des missiles Pershing II, elle avait une puissance explosive variable entre 5 et 80 kilotonnes.

## Description
Le missile Pershing Ia était armé avec la W50, une ogive de 400 kilotonnes. Au début des années 1970, il était devenu évident que cette puissance était excessive pour une arme tactique (à ce moment, cette puissance de 400 kt était supérieure à celle des missiles stratégiques). Le missile Pershing II transportait un (en) maneuverable reentry vehicle (MARV), véhicule de rentrée qui avait un système de guidage de haute précision, et une ogive W85. 
Comme plusieurs armes nucléaires modernes des États-Unis, la W85 est une modification du Mod 3/4 de la famille B61.
La W85 était contenue dans un cylindre de 13 pouces de diamètre et d'une longueur de 42 pouces, pour un poids de 880 livres. 
Elle avait une puissance explosive allant de 5 à 80 kilotonnes.
Lorsque les missiles Pershing furent détruits, les 120 ogives W85 fabriquées furent modifiées pour devenir des B61-10, des bombes lancées depuis des avions.

### Sources
- (en) B61, nuclearweaponarchive.org
- (en) B61, globalsecurity.org